# Pattinaggio di figura al XII Festival olimpico invernale della gioventù europea
I concorsi di pattinaggio di figura al XII Festival olimpico invernale della gioventù europea si sono svolte tra il 26 e il 28 gennaio 2015 al Messestadion di Dornbirn, in Austria. Il programma si è composto di due gare: una maschile ed una femminile.

## Podi

### Ragazzi
| Evento                                   | Oro         | Punteggio | Argento          | Punteggio | Bronzo        | Punteggio |
| Pattinaggio di figura ragazzi (dettagli) | Ivan Pavlov | 200,15    | Deniss Vasiļjevs | 197,72    | Dmitrij Aliev | 184,48    |

### Ragazze
| Evento                                   | Oro                | Punteggio | Argento             | Punteggio | Bronzo    | Punteggio |
| Pattinaggio di figura ragazze (dettagli) | Alexandra Proklova | 152,86    | Lea Johanna Dastich | 142,24    | Lea Serna | 131,20    |

## Medagliere
| Pos.   | Paese    | Oro | Argento | Bronzo | Totale |
| ------ | -------- | --- | ------- | ------ | ------ |
| 1      | Russia   | 1   | 0       | 1      | 2      |
| 2      | Ucraina  | 1   | 0       | 0      | 1      |
| 3      | Lettonia | 0   | 1       | 0      | 1      |
| 3      | Germania | 0   | 1       | 0      | 1      |
| 5      | Francia  | 0   | 0       | 1      | 1      |
| Totale | Totale   | 2   | 2       | 2      | 6      |